# Zuppa inglese
La zuppa inglese (prononcé : [ˈdzuppa iŋˈɡleːze]) (de l'italien, signifiant littéralement en français « soupe anglaise ») est un dessert italien à base de crème pâtissière et de génoise imbibés de liqueurs telles que l'Alkermès, le rosolio, l'amaretto ou le rhum,. Bien connue en Italie, elle est particulièrement répandue en Émilie-Romagne, Latium, Marches, Toscane, Ombrie et Abruzzes. Dans chaque région, quelques petites variations à la recette de base la différencient significativement.
En Italie, c'est également un parfum de glace.

## Description et variantes
La zuppa inglese est préparée en superposant des couches de génoise ou de biscuits à la cuillère,, trempés dans diverses liqueurs, sur des couches de crème pâtissière. La liqueur habituellement utilisée est l'Alkermès, qui en plus de sa saveur donne au dessert sa couleur rouge. Parfois, elle est préparée dans un moule transparent, de manière à rendre visibles les couches de différentes couleurs. Le gâteau est ensuite conservé au réfrigérateur pour le rendre plus ferme ; il est généralement servi froid.
Il en existe quelques variantes. En plus de la crème pâtissière, on utilise parfois aussi du chocolat, qui contribue non seulement au goût, mais aussi à une présentation plus colorée de ce dessert maison. La confiture d'abricot, très appréciée des pâtissiers du XIXe siècle, apparaît dans certaines recettes, et les compotes dans d'autres. D'autres recettes encore intègrent du café, s'apparentant par certains côtés au tiramisu. Enfin, certains ajoutent une note de cannelle.
En Romagne et à Ferrare, au lieu de génoise, on utilise souvent de fines tranches de la ciambella locale ou brazadèla, le dessert traditionnel typique et simple à la pâte semblable à un beignet mais en forme de pain aplati. Une variante de la région entre Modène et Ferrare, répandue dans les années 1960, ajoute du sirop de menthe au mélange alcoolique traditionnel.
Dans la cuisine turque, il existe un dessert appelé supangle (« soupe anglaise » en français) qui cependant, étant un pudding au chocolat, n'est pas comparable à la zuppa inglese.

## Histoire

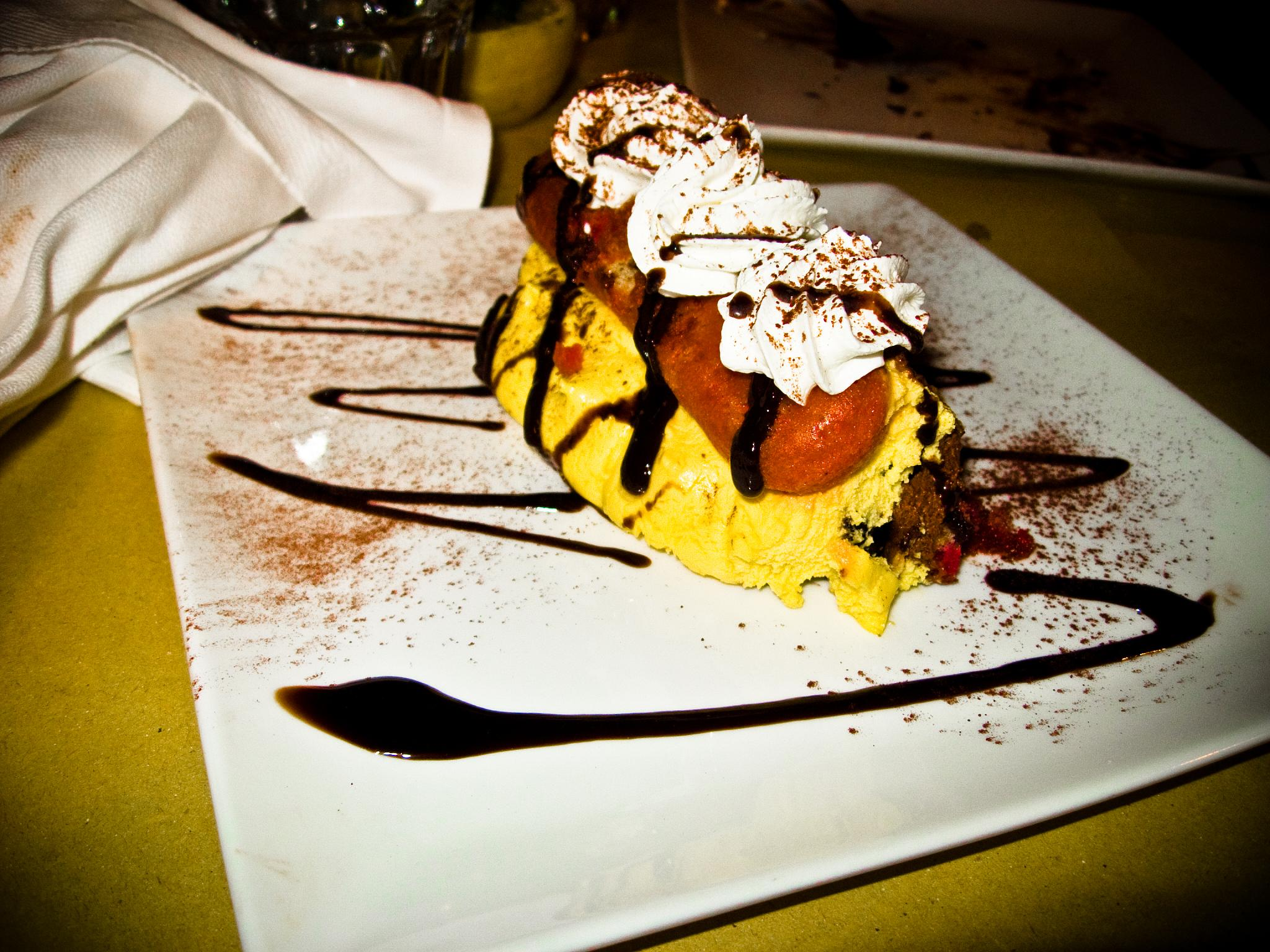
Zuppa Inglese.

La zuppa inglese est sans aucun doute un dessert italien, mais l'origine et l'étymologie du nom sont extrêmement douteuses et il n'existe aucune documentation à ce sujet. Néanmoins, plusieurs légendes ont surgi concernant sa naissance, dans lesquelles son invention est attribuée à diverses régions d'Italie ou à certaines nations européennes. Le nom apparaît déjà à la fin du XIXe siècle dans la « bible » de la cuisine italienne rédigée par Pellegrino Artusi, La scienza in cucina e l'arte di mangiar bene sous le numéro 675, avec savoiardi (des biscuits à la cuillère), alkermès et crème, mais sans cacao.
La première recette de zuppa inglese apparait en 1832 dans le Manuel du cuisinier et du pâtissier de goût moderne de Vincenzo Agnoletti, crédencier romain à la cour de Marie-Louise d'Autriche, à Parme. Son gâteau composé de couches de biscuits trempés dans du rhum, la liqueur fétiche des marins anglais, avec des fruits confits, de la confiture et de la meringue et où la crème est facultative, est très éloigné de la version actuelle.
Les premières recettes de zuppa inglese apparaissent à la fin du XIXe siècle, en Émilie-Romagne (dans les villes de Bologne, Parme, Plaisance, Modène, Ferrare, Reggio d'Émilie, Ravenne, Rimini et la province de Forlì-Cesena, ), dans les Marches, le Latium, l'Ombrie, et en Toscane.
Dans les Marches, et à Ancône en particulier, ce dessert est également documenté depuis le milieu du XIXe siècle. Les voyageurs anglais dans la région ont été très surpris par le nom, n'ayant jamais vu ce gâteau dans leur pays d'origine. L'explication qu'ils ont reçue des Italiens est intéressante, à savoir que le terme inglese était synonyme d'amante dell'alcol (amateur d'alcool), comme les Anglais étaient nommés, car la recette nécessite nécessairement l'utilisation de liqueurs.
En Toscane, la zuppa inglese est répandue depuis au moins le XIXe siècle : Pellegrino Artusi ressent le besoin d'informer les Toscans de la différence entre la crème qu'ils préparent habituellement et la crème anglaise nécessaire à la préparation de la zuppa inglese.

### Hypothèse d'une origine française
Certaines des légendes entourant le nom affirment que la zuppa inglese a en fait été inventé en France entre les XIVe et XVe siècles, pendant la guerre de Cent Ans et pour se moquer du rival anglais, a été nommée « soupe anglaise ». Ces sources ne trouvent pas de confirmation avérée mais quelques indices sur cette légende sont présents dans les écrits de l'époque. Il n'en reste pas moins que cette recette n'a pas d'équivalent dans la cuisine française de l'époque et est donc à considérer comme une légende.

### Hypothèse d'une origine anglaise
Selon certains, son nom trahirait la dérivation de la cuisine britannique riche et créative de l'ère élisabéthaine, entre les XVIe et XVIIe siècles. Dans ce cas, la zuppa inglese serait l'équivalent du trifle, composé à l'origine d'une base de pâte molle levée, trempée dans du vin doux naturel (infusions, puis du Madère (DOC), du Porto (DOC) ou similaire) enrichie de morceaux de fruits, ou de baies, et recouverte avec de la crème pâtissière (custard) et de la crème ou de la crème double. La zuppa inglese semble avoir été une manière de récupérer les restes des riches repas de l'époque. Le terme trifle désigne actuellement en anglais une bagatelle (amourette). La version actuelle du trifle, dont la tradition a été compromise par la rigueur du puritanisme et celles de la révolution industrielle, est parfois préparée avec une sorte de crème pâtissière sans œuf (Bird's Custard) à la place de la crème pâtissière, et du jelly, avec une faible teneur en alcool.
Une autre hypothèse qui suggère une origine anglaise est plus précise : le sculpteur Sir Charles O'Connor aurait imaginé cette recette au XVIe siècle pour sa reine ; alors invité à la Cour des Este, il a proposé ce dessert obtenant un grand succès, d'où son nom et sa diffusion ultérieure en Emilie, avec une adaptation de la recette au goût italien et aux ingrédients disponibles. Cette dernière théorie est liée à l'hypothèse de l'origine émilienne.

### Hypothèse d'une origine émilienne
Selon cette hypothèse, les origines du dessert italien remonteraient au XVIe siècle, à la cour des ducs d'Este à partir d'un dessert de la Renaissance anglaise, le trifle, considéré un peu comme la mère de tous les desserts, réalisée avec un sponge cake, le tout arrosé de boissons alcoolisées (par exemple du Xérès (DO) de Cadix). Les contacts commerciaux et diplomatiques avec la maison royale britannique étaient fréquents, et l'hypothèse veut que ce soit un diplomate revenant de Londres qui ait demandé aux cuisiniers de la cour de goûter au nouveau trifle.
La recette aurait d'abord été retravaillée en remplaçant la pâte levée anglaise par une ciambella sans trou commun de la région d'Emilie (à Ferrare, la brazadèla, à Modène le bensòun). Ce beignet se dégustait accompagné d'un moût de raisin cuit et très sucré, le Sapa. On peut supposer que la préparation est devenue courante et que, dans l'intention de l'amener au rang de dessert noble et moins populaire que son cousin anglais, des mesures ont été prises pour l'affiner davantage en remplaçant le beignet émilien avec du sponge cake et la crème par de la crème pâtissière. Au fil du temps, ce dessert modifié prendra ensuite le nom de zuppa inglese.
La présence de deux liqueurs telles que l'Alkermès et le rosolio confirme la thèse de la Renaissance, étant donné qu'elles sont toutes deux d'origine médiévale. Les infusions florales étaient déjà très à la mode au début du Moyen Âge. L'Alkermès, en revanche, est probablement apparu avec la réouverture des routes commerciales avec l'Empire perse, dont la cochenille qui le rend rouge a été importé. Son nom dérive d'al-qirmiz qui signifie cochenille. À la Renaissance, les deux étaient connus et largement utilisés et ont conservé leur importance jusqu'au XIXe siècle.
Selon une autre hypothèse elle s'appellerait ainsi non pas parce qu'elle est d'origine anglaise, mais car on utilise du rhum, une liqueur typique de la Royal Navy ; peut-être ce pâtissier aurait inventé la zuppa inglese, en retravaillant une recette traditionnelle de la région, celle du marangone, en y ajoutant du rhum. Puis le rhum aurait été remplacé ou rejoint par des Alkermès, moins chers du fait de la production nationale et plus agréables à l'œil, du fait de sa couleur rouge vif.

### Hypothèse d'une origine toscane
Selon cette hypothèse, la zuppa inglese aurait été « inventée » par une bonne d'une famille anglaise vivant sur les collines de Fiesole. Cette paysanne toscane, habituée depuis des générations à ne rien jeter, était incapable de jeter ce qui n'était pas consommé lors des repas, en particulier les gâteaux. Voulant économiser même dans la maison de ceux qui n'en avaient pas besoin, la bonne décida d'utiliser cette « grâce de Dieu » et de mélanger les restes des gâteaux, de la crème pâtissière et du pudding au chocolat. Comme les gâteaux de la veille étaient devenus secs, pour les ramollir, elle les a trempés dans du vin doux. Le seul élément qui serait en faveur de cette thèse est la présence de cacao, qui devient couramment utilisé au cours du XVIIe siècle.
Une autre hypothèse qui évoque une origine toscane est celle qui soutient que la zuppa inglese serait d'origine siennoise, ayant été inventée sous le nom de Zuppa del Duca en juillet 1552 en l'honneur du duc Ippolito da Correggio, que Cosme Ier de Toscane avait envoyé à Sienne pour intercéder entre les Siennois et les Espagnols qui se battaient. De Sienne, au début du XIXe siècle, la Zuppa del Duca est arrivée à Florence, où elle est devenue l'une des spécialités du Caffè Doney, très fréquentée par les Anglais vivant à Florence, qui appréciaient tellement le dessert qu'ils l'ont rebaptisé zuppa inglese,. D'autres hypothèses sur l'origine siennoise de la zuppa inglese sont liées au duc d'Amalfi, ministre de Charles Quint à Sienne dans la première moitié du XVIe siècle, qui préféra cette gormandise à toutes les autres. En réalité, la Zuppa del Duca était déjà servie en 1505 à l'occasion d'un somptueux banquet donné dans son propre palais par le cardinal vénitien Domenico Grimani.

### Hypothèse d'une origine napolitaine
À Naples, pendant la république parthénopéenne, l'amiral Francesco Caracciolo est battu par Horatio Nelson. Ferdinand Ier (roi des Deux-Siciles), à qui les Anglais avaient rendu le trône, voulut les honorer en organisant une fête en l'honneur de l'amiral anglais. Au moment de servir le dessert, que le cuisinier prépara avec des restes de gâteaux, du rhum et de la crème pâtissière, le majordome dit au serveur : « Apportez cette soupe anglaise ! ». Une variante dit que le dessert aurait été préparé au dernier moment pour remplacer celui maladroitement déposé par terre par un serveur.

### Hypothèse d'une origine romaine
L'auteure bien connue du Talismano della felicità, Ada Boni, penche pour une origine romaine. Cette hypothèse est également étayée par les nombreux manuels de cuisine et de pâtisserie romaines qui placent la zuppa inglese parmi les desserts typiques de Rome.